# セガラリー2
『セガラリー2』 (SEGA RALLY 2) は、セガが発売したレースゲームのタイトルである。

## アーケード版
前作セガラリーチャンピオンシップの続編として1998年に稼動開始。
前作からの踏襲発展系としてコース取りなどは周回コースではあるものの、MODEL3基板によるグラフィック・サウンドの大幅な強化と共にラリーらしい独特の要素と楽しさを拡げさせた。
具体的なグラフィックの進化としては、半透明ポリゴン・環境マッピングの導入などによる各グラフィックの飛躍的な微細化、車の汚れ表現や雪・夜間ステージの追加が挙げられる。
前作同様、製作に当たって当時現役のラリードライバーが協力した他、収録曲では新たにユーロビートや本格的なボーカル曲も取り入れられ、楽曲の一部は旧ワープの飯野賢治も手がけている。

### ゲーム内容
モードは前作同様4ステージ連戦のチャンピオンシップ、単体周回タイムアタックとしてのプラクティスは変わっていないが、プレイヤーが使用できる車種は前作から4倍となる計8台に増加した。
各モードの敵車出現数、筐体内のトップタイムが右上方に名前と共に表示される演出も引き継がれているが、エキストラステージに相当するものは無く、全4ステージは全てデフォルトで選択可能。

### 筐体

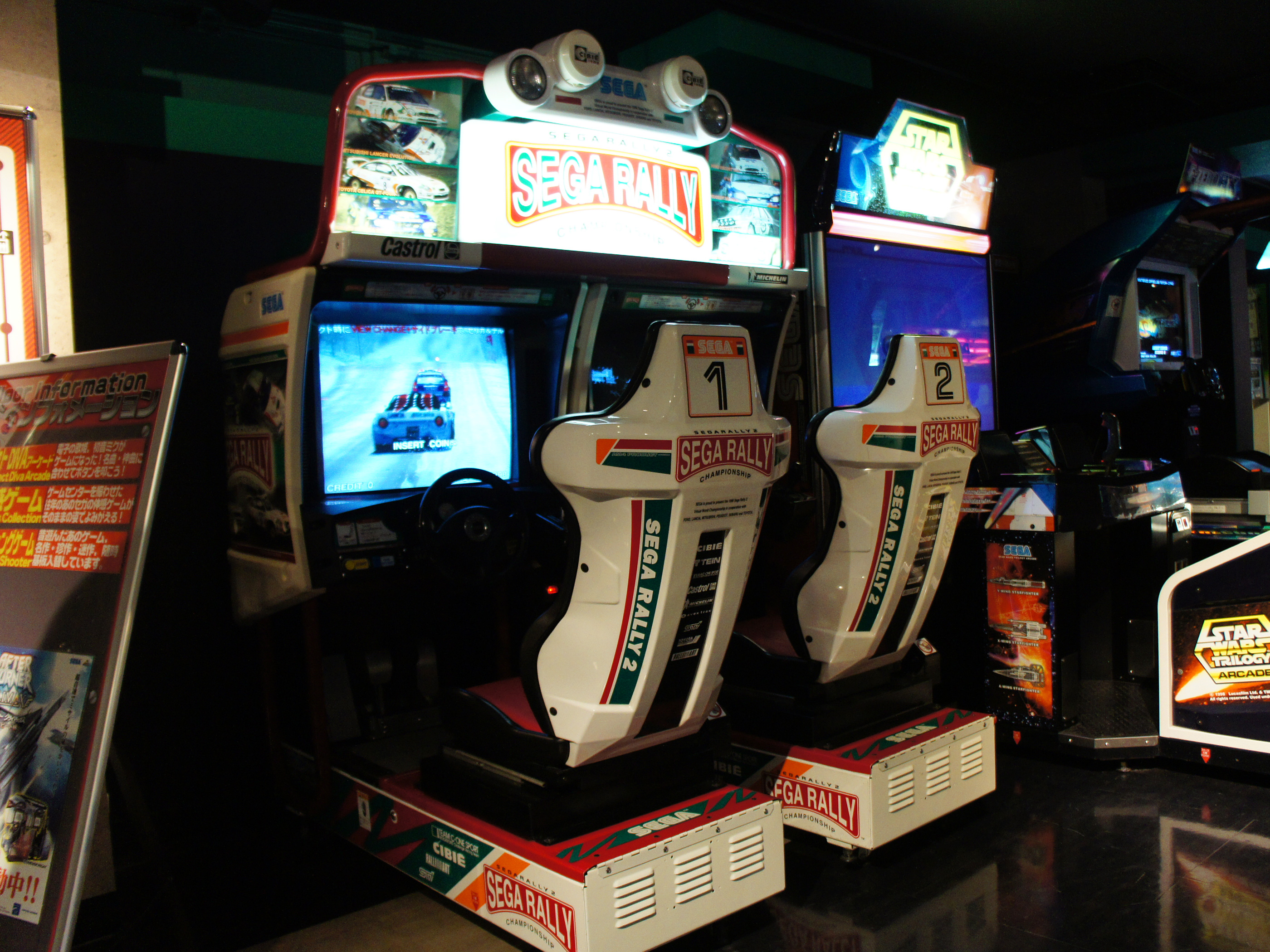
セガラリー2 ツイン筐体

前作同様ツイン筐体、路面状況によりシート部が可動するDX筐体が存在する。うちツイン筐体はDX筐体よりも約1ヶ月遅く稼働、ゲーム内容に小変更が入っていた。
外見は白・赤・緑の3色がテーマとなっているが、一部のセガのロケーション店舗・車メーカーの店舗では筐体色にWRCマシンのワークスカラーを施し、演出していた。
基本的に看板とシフトレバーアッセンブリー、モニタ単体以外は『STCC』販売筐体準拠。ヘアピンノブ化されたサイドブレーキがシート右に付加された。
看板はラリーカーのサファリ仕様を髣髴とさせるCIBIE製フォグカバーと両サイドにレンズカットなしのフォグランプ2灯、赤いロールバーで彩られている。
こちらもコンバージョンは存在しない単体販売で、以後『デイトナUSA2』でも変わらないスタイルとなる。

## ドリームキャスト版
1999年1月28日 ドリームキャストで発売。
VGABOXによるプログレッシブ出力、レーシングコントローラ、ネットワーク対戦時用にドリームキャスト・キーボード、ぷるぷるパックによるフォースフィードバックに対応。
パワーアップ移植としてヒットした前作のセガサターン版を踏襲・かつ進化させた作りとなっており、各要素の大幅な充実化・AC版と異なるコンポーザーによるBGMの追加が図られている。
デモ曲も拡充。オリジナルデモ曲「GO!GO!SEGARALLY」はAC版初出コース(DESERT、MOUNTAIN、SNOWY)、移植版追加コース(ISLE、MUDDY)は「DRIVE ME MAD」となった。
アーケードモード
アーケード版に準ずる。
10イヤーズチャンピオンシップモード
様々な天候、コースの組み合わせ毎に適切なカーセッティングをしつつ転戦し、制覇していく。
基本ルールはチャンピオンシップと同一だが、10年目の最終戦のみCPUと1対1で対戦する方式となる。
タイムアタックモード
インターネット上全世界タイム申請ができたが、現在では終了している。ゴーストカー記録も可能。
マルチプレイヤーモード
通信対戦対応。対戦サーバサービス担当はDOWANGO。現在はサービス終了しているため、画面分割による1画面対戦のみ。
カープロファイルモード
アーケード、10イヤーズで取得した車種の解説。ナレーターはカーグラフィックTVナレーション担当の古谷徹。
カーセッティングモード
アーケード、カープロファイルモード以外で使用するカラーリング以外の自分なりの車種のオリジナルセッティングのセーブが可能。セッティングを煮詰めるための試走もコース毎にできる。
グラフィックはAC版から解像度やポリゴン数の低下等があるものの概ね再現し、フレームレートも可変式60フレームとなったが、処理落ちが頻発する。
挙動反映性は前作よりアナログ操作が標準化して機敏になった他、アーケードモード以外においては実車と同様の多段式ミッションが任意に選択可能となった。
コースレパートリーに至ってはAC版及びアーケードモードではDESERT、MOUNTAIN、SNOWY、RIVIERAの4種固定から、アーケード以外のモードではこれをエリアとして捕らえ、MUDDY、ISLE、最終隠しコースであるSSS（SUPER SPECIAL STAGE）が追加。RIVIERA、SSSを除くエリアではそれぞれ各3種の「SS」が設定され、計15+2コースからセレクトできるようになっている。

## Windows PC(SEGA PC)版
初期ロット版1999年6月25日発売。後期ロット版2001年3月2日発売(メディアカイト GREAT SERIES)。また、デジキューブでも2000年11月に一時的に販売された。
ドリームキャスト版の移植である。推奨対応環境はWindows 95/98で、描画はDirectX6.1以上(後期ロット版)。
ランチャー上キーコンフィグ画面でのダイアログで同社『メガドライブ』用6ボタンパッドの画像が使用されている。任意組み合わせが可能。
オリジナル車種『ケローラWRC』が存在する代わりに『フォード・エスコートWRC』がカットされた。
「GO!GO!SEGARALLY」のボーカル版が削除。デモ曲は全て「DRIVE ME MAD」に差し替えられている。
土煙などのエフェクトは2Dスプライト処理とするかアーケード版に準ずるポリゴン処理とするかオプション上任意に調整可能。

## 登場車種
「セガラリー2」に登場するさまざまなラリーカー。これは、ステアリングを始めとした操作特性は違っているが、ポテンシャルや、結果として出るタイムは平均するようバランスが取られている。そのため、マシン選びは能力そのものを比べるのではなくプレイヤーの運転スタイルに合ったものを選ぶのが重要になる。
アーケード版デフォルト車種
- スバル・インプレッサ WRC'97 - DC版では98年・PC版では99年仕様に変更。
- 三菱・ランサーエボリューションV WRC - 移植版ではカリスマGT仕様（リチャード・バーンズ車）が追加。
- トヨタ・カローラ WRC - 移植版ではテインカラー仕様（98年APRC藤本吉郎車）が追加。
- フォード・エスコートWRC（Windows PC版では削除）
- プジョー・306マキシ
- ランチア・ストラトス HF - 移植版では1975年仕様（モンテカルロラリー優勝車）が追加。

アーケード版隠し車種
2台とも、後期版ROMで約1ヶ月分の稼働または累計100クレジットにより解禁。移植版では最初から選択可能。
- トヨタ・セリカGT-FOUR（ST205）
- ランチア・デルタ HF インテグラーレ

ドリームキャスト版、Windows PC版追加車種
基本的にアーケードモード、10イヤーズモード各年上での一定条件クリア及び、隠しコマンドで使用可能。
- スバル・インプレッサ555
- 三菱・ランサーエボリューションVI（Windows PC版で追加）
- 三菱・ランサーエボリューションIV
- 三菱・ランサーエボリューションIII
- トヨタ・セリカGT-FOUR RC（ST185） - 車種選択の際に、LRトリガーを押しながら決定するとマルボロカラー仕様（バーコード修正版）となる。
- アルピーヌ・ルノーA110
- ルノー・マキシメガーヌ
- フィアット・131アバルト
- ランチア・デルタ HF インテグラーレ16V
- ランチア・037ラリー
- プジョー・205ターボ16（エボリューション2）
- プジョー・106マキシ

Windows PC初回版のみ登場
ケローラWRC
いわゆるカエルカー。夜のコースでは目がライトになり一部コース（ウォータースプラッシュの存在するマディ、デザートコース）ではゴーグルとシュノーケル、浮き輪を着用したサファリ仕様になる。
出現条件は初期ロット版上でアーケードモードをクリアしないで10イヤーズモードオールクリアとなる。なお、ホイールはエスコートWRCの物が使用されている。
なお、公式の修正パッチを充てた状態の未クリア状態の初期版や、後期ロット版ではデータ自体は入っているが、初回版の出現条件をクリアしても特殊な方法を用いらない限り出現不可。
カープロファイルモードでは、ナレーター古谷徹の開発時点でのラリーゲームでのプレイ近況と続編「3」にまつわる話を聞くことが出来る。

## 評価
DC版はファミ通クロスレビューでは36点。IGNでは9/10のスコア。GameSpotは繰り返しプレイできることには好意的だが、フレームレートの急変はゲームプレイに悪影響を与えると否定的だった。
ドリームキャストFANSOFTWARE IMPRESSIONでは9、10、9の28点。レビュアーはAC版より上に見えるグラフィック、AC版の車ごとの特徴ある操作感覚の再現、長く遊べるオリジナル要素を賞賛、通信対戦はチャットや楽しく遊べることを賞賛したが自機以外の車のフレームレートが落ちるためAC版とは別と考えてプレイした方がいいとした。